# ネコヤマヒゴタイ
ネコヤマヒゴタイ（猫山平江帯、学名：Saussurea modesta）は、キク科トウヒレン属の多年草。

## 特徴
茎は直立し、高さは30-70cmになる。茎に狭い翼があり、ふつう単純であるが、上部が分岐するときは枝は鋭角的に分枝する。根出葉は花時にも存在する。根出葉と茎の下部につく葉や根出葉の葉身は、披針形で長さ7-10cm、縁は低平な鋸歯縁、鋸歯は微突端状になる。葉身の基部はくさび形になり、葉柄は長さ3-10cmになり、葉柄の基部は茎を明瞭に抱く。
花期は9-10月。頭状花序は茎先または枝先に少数が密集して散形状につき、頭花の径は10-13mmになり、花柄は長さ2-5mmになる。総苞は長さ9-10mm、径5-6mmになる狭筒形。総苞片は8-9列あり、縁は紫褐色をおび、総苞片間にくも毛があり、総苞外片は卵状披針形から長卵形で、先端は鋭くとがるが尾状とはならない。頭花は筒状花のみからなり、花冠の長さは9mm、色は紅紫色になる。果実は長さ3.5mmになる痩果になる。冠毛は2輪生で、落ちやすい外輪は長さ1.5-2.5mm、花後にも残る内輪は長さ8mmになる。染色体数は2n=26。

## 分布と生育環境
日本固有種。本州の中国地方の広島県、近畿地方の兵庫県に分布し、山地の乾いた草原に生育する。超塩基性岩地である蛇紋岩地を好む。

## 名前の由来
和名ネコヤマヒゴタイは、「猫山平江帯」の意で、タイプ標本の採集地が広島県比婆郡小奴可村（同郡東城町を経て、現、庄原市）の猫山であることに由来する。植物学者北村四郎 (1933) による命名である。
種小名（種形容語）modesta は、「適度な」「内気な」の意味。

## 種の保全状況評価
- 絶滅危惧II類 (VU)（環境省レッドリスト）

都道府県のレッドデータ、レッドリストの選定状況は次の通り。岐阜県-絶滅危惧I類、静岡県-絶滅危惧IB類（EN）、兵庫県-Aランク、岡山県-絶滅危惧I類、広島県-絶滅危惧I類(CR+EN)。

## ギャラリー

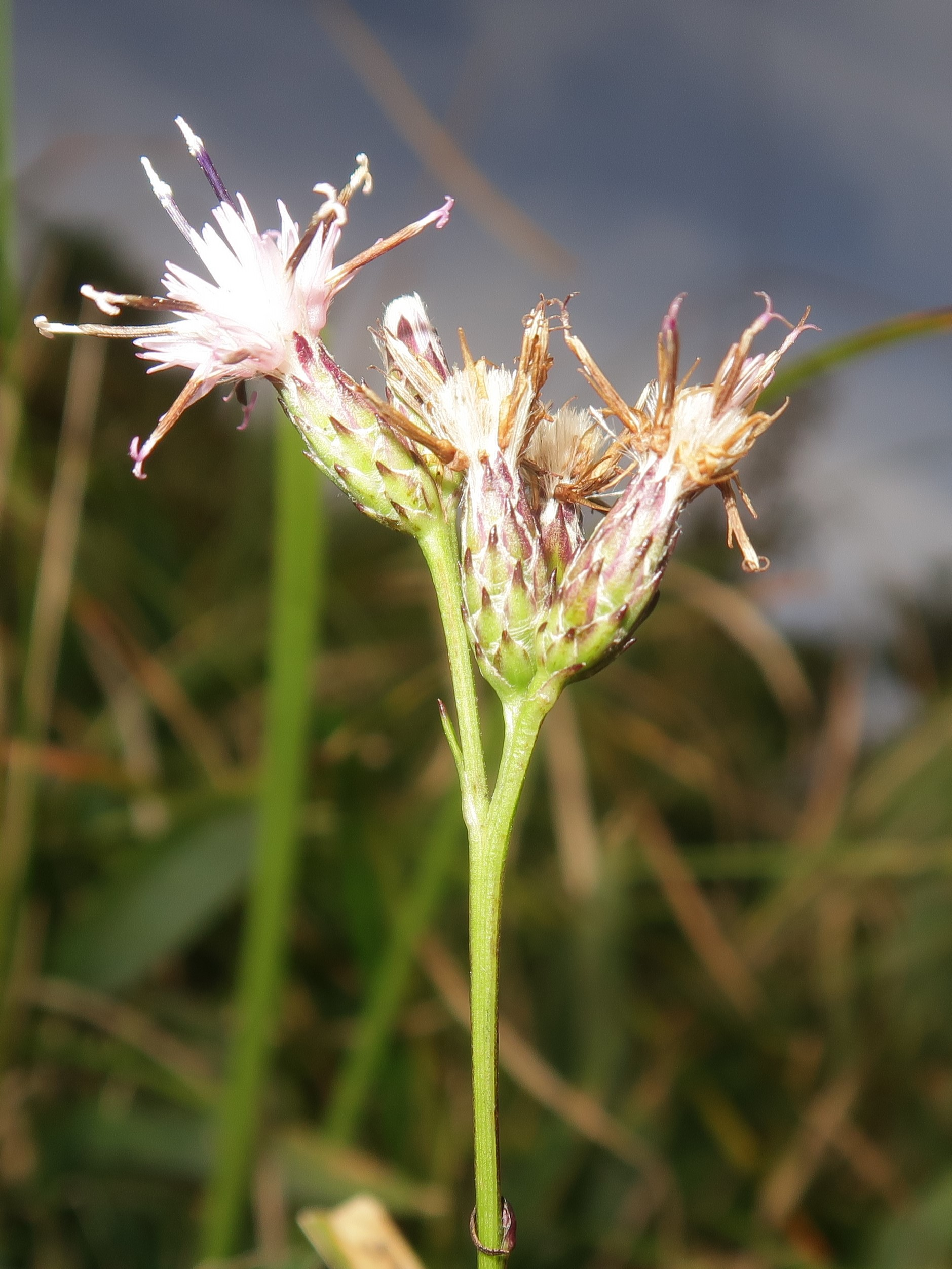
総苞は狭筒形。総苞片は8-9列あり、縁は紫褐色をおび、総苞片間にくも毛があり、総苞外片は卵状披針形から長卵形で、先端は鋭くとがるが尾状とはならない。
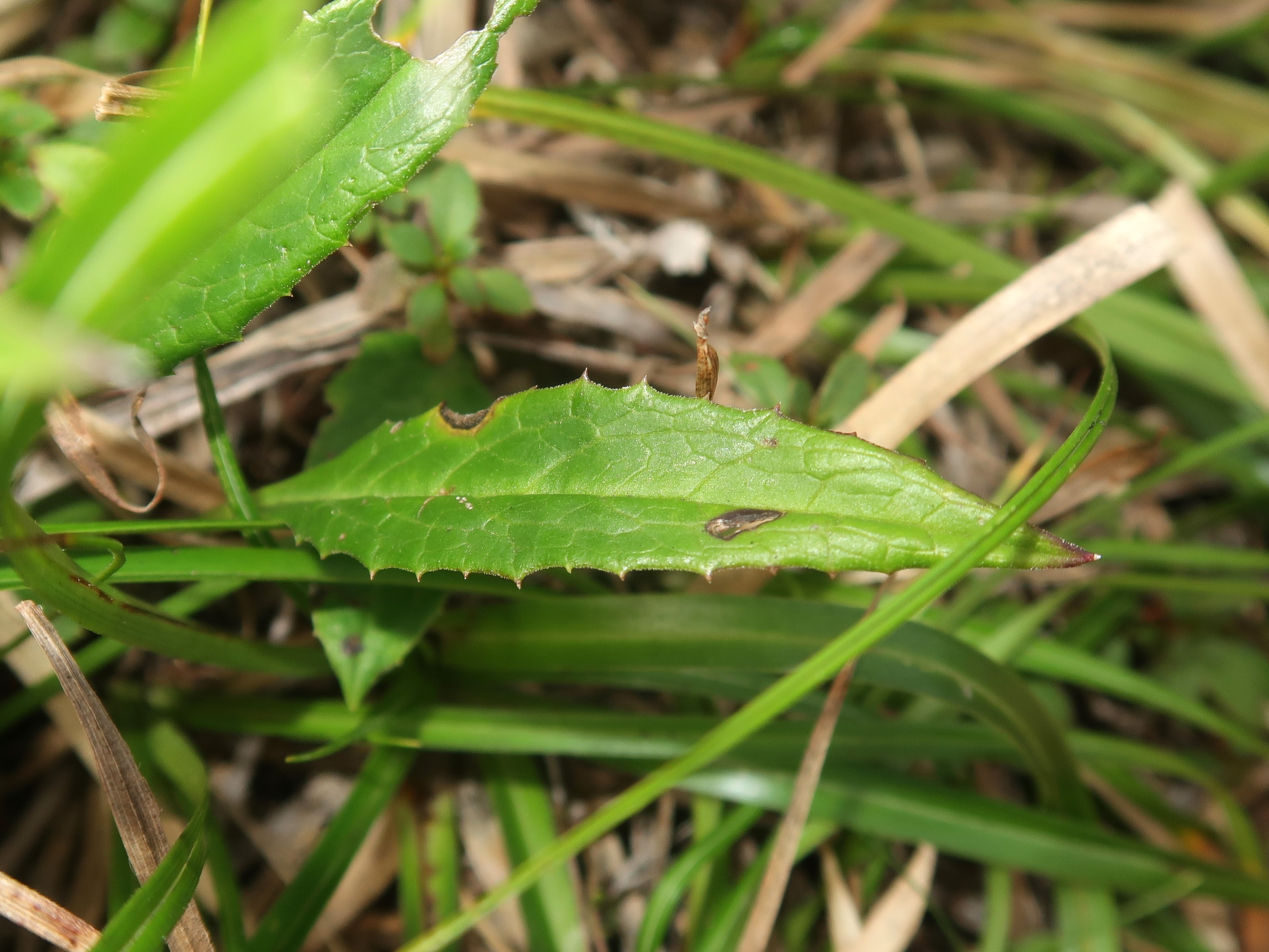
茎葉の葉身は、披針形で縁は低平な鋸歯縁、鋸歯は微突端状になる。
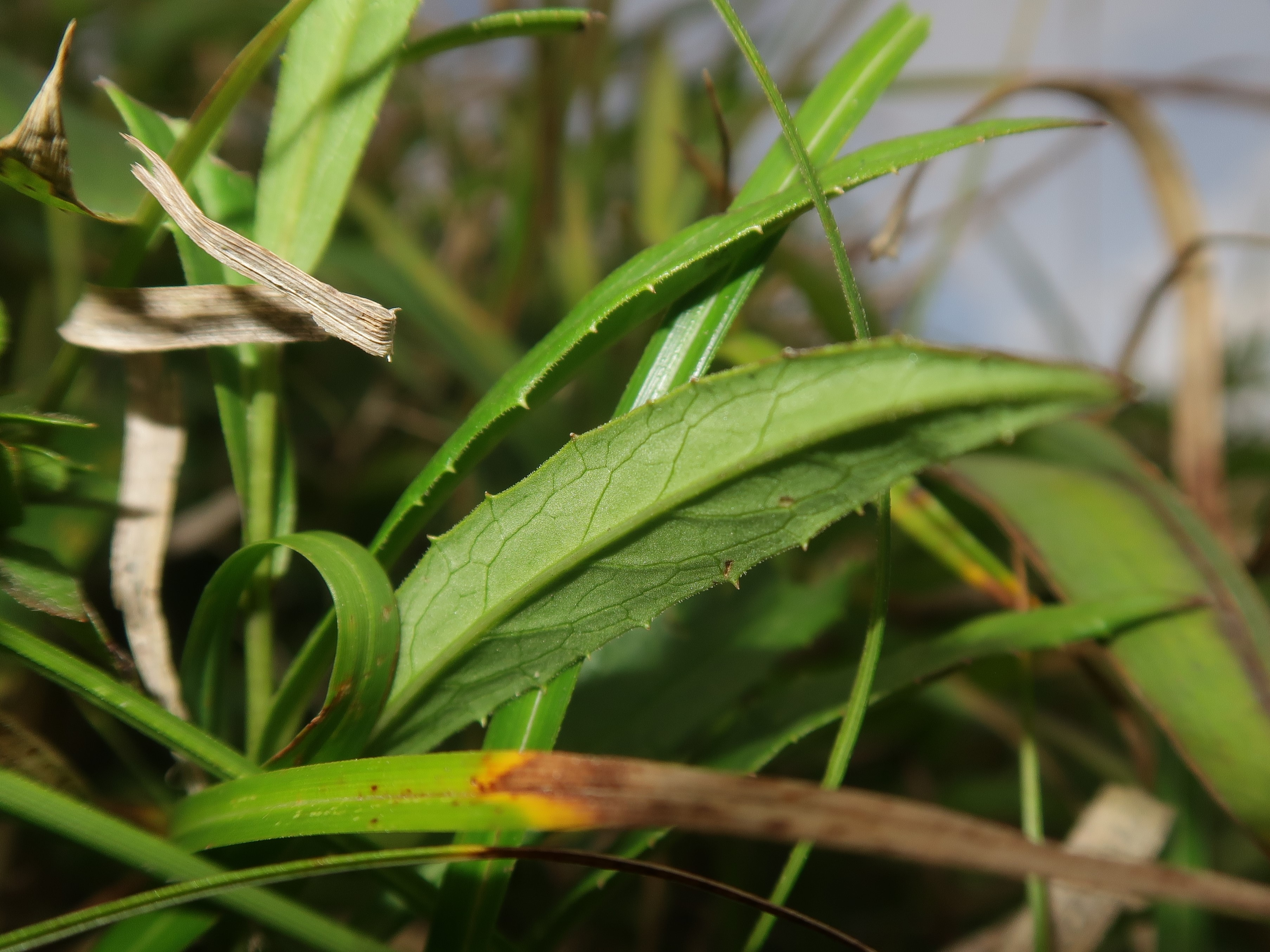
茎葉の裏面。
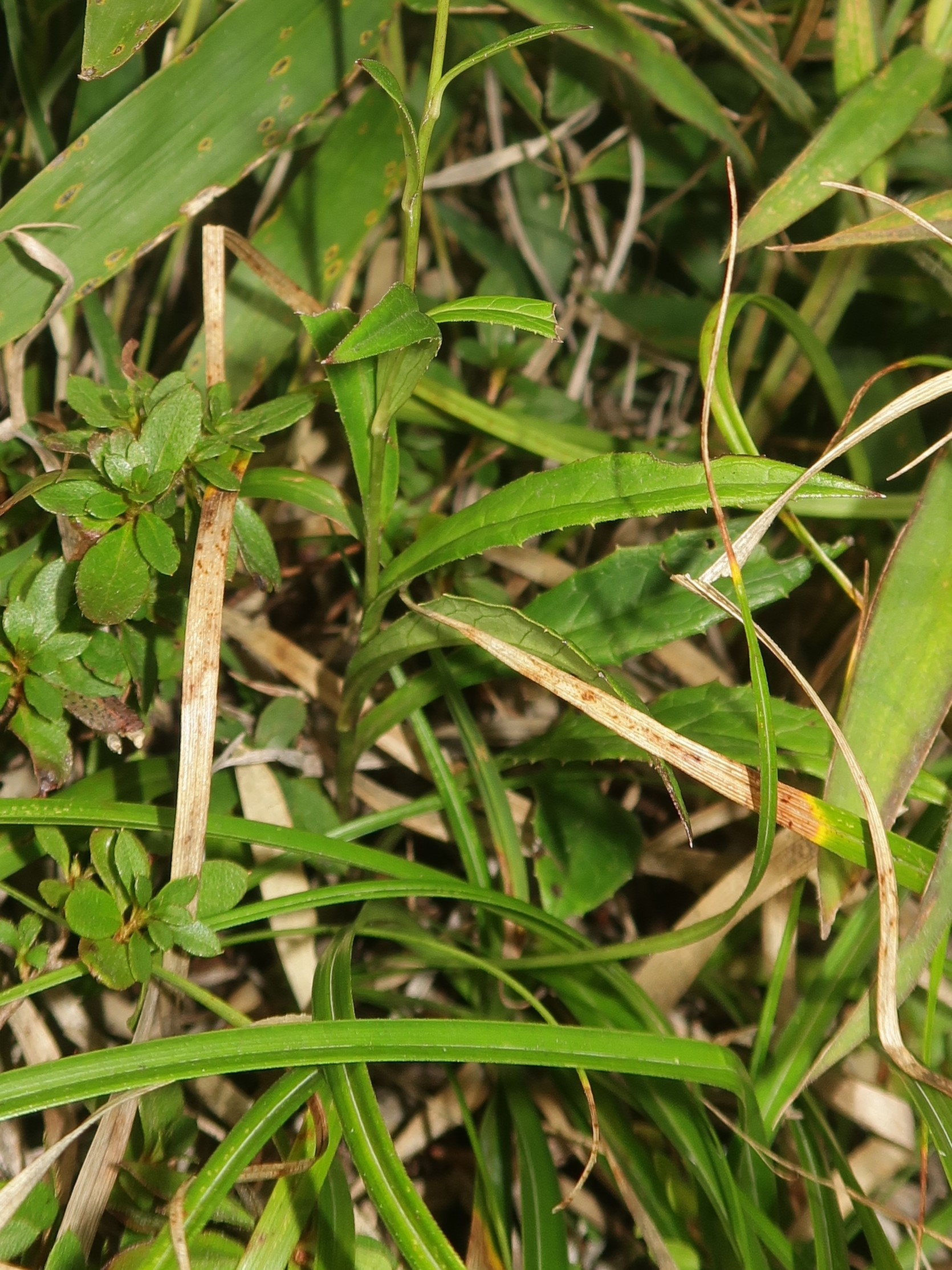
葉柄の基部は茎を明瞭に抱く。

## キリガミネトウヒレンとの混同と独立
本種とキリガミネトウヒレン Saussurea kirigaminensis Kitam. (1934)は同一の種とする見解がある。
しかし、門田裕一 (2017) は、『改訂新版 日本の野生植物 5』記載の際、本種とキリガミネトウヒレンは別の種とした。門田によると、本種は花時にも根出葉が存在し、葉の鋸歯は微突端状、葉柄の基部は茎を明瞭に抱き、花柄が長さ2-5mmになり、総苞外片の先端は鋭突頭になり、中国地方の乾いた草原に生育する。一方、キリガミネトウヒレンは花時に根出葉はなく、葉の鋸歯は粗い鋸歯縁、葉柄の基部は茎を半ば抱き、花柄はほとんどなく、総苞外片の先端は尾状に伸び、長野県霧ヶ峰とその周辺の湿地周辺に分布する。

## 超塩基性岩地のトウヒレン属
ネコヤマヒゴタイのように、超塩基性岩地に生育するトウヒレン属の種は、日本に数種ある。北から、ウリュウトウヒレン Saussurea uryuensis は、北海道上川地方、宗谷地方に分布し、岩がちの草地や岩壁に生育する。2013年にヒダカトウヒレン S. kudoana を基本種とする変種から独立した種とされた。カムイトウヒレン S. kenjihorieana は、北海道上川地方の幌内山地に分布し、夏緑林林内の草地に生育する2015年新種記載の種。ユウバリトウヒレン S. yubarimontanaは、北海道夕張岳山麓などの岩地に生育する2013年新種記載の種。ヒダカトウヒレン S. kudoanaは、北海道日高地方のアポイ岳とその周辺に分布し、岩がちの草地や岩壁に生育する。イナトウヒレン S. inaensisは、長野県の伊那市および下伊那郡大鹿村に特産し、夏緑林の林縁や林間の草地に生育する。ワカサトウヒレン S. wakasugianaは、福井県大島半島の特産で、海岸の波打ち際近い草地に生育する2004年新種記載の種。オヌカトウヒレン S. ochiaianaは、岡山県新見市、広島県庄原市に分布し、蛇紋岩地の湿地に生育する2023年新種記載の種。トサトウヒレン S. yoshinagaeは、四国の徳島県、愛媛県、高知県に分布し、山地の草地、土手、田畑の畔などに生育する。キリシマヒゴタイ S. scaposeは、高知県と九州の山地の草原や夏緑林の林下に生育する。